# Chhatri

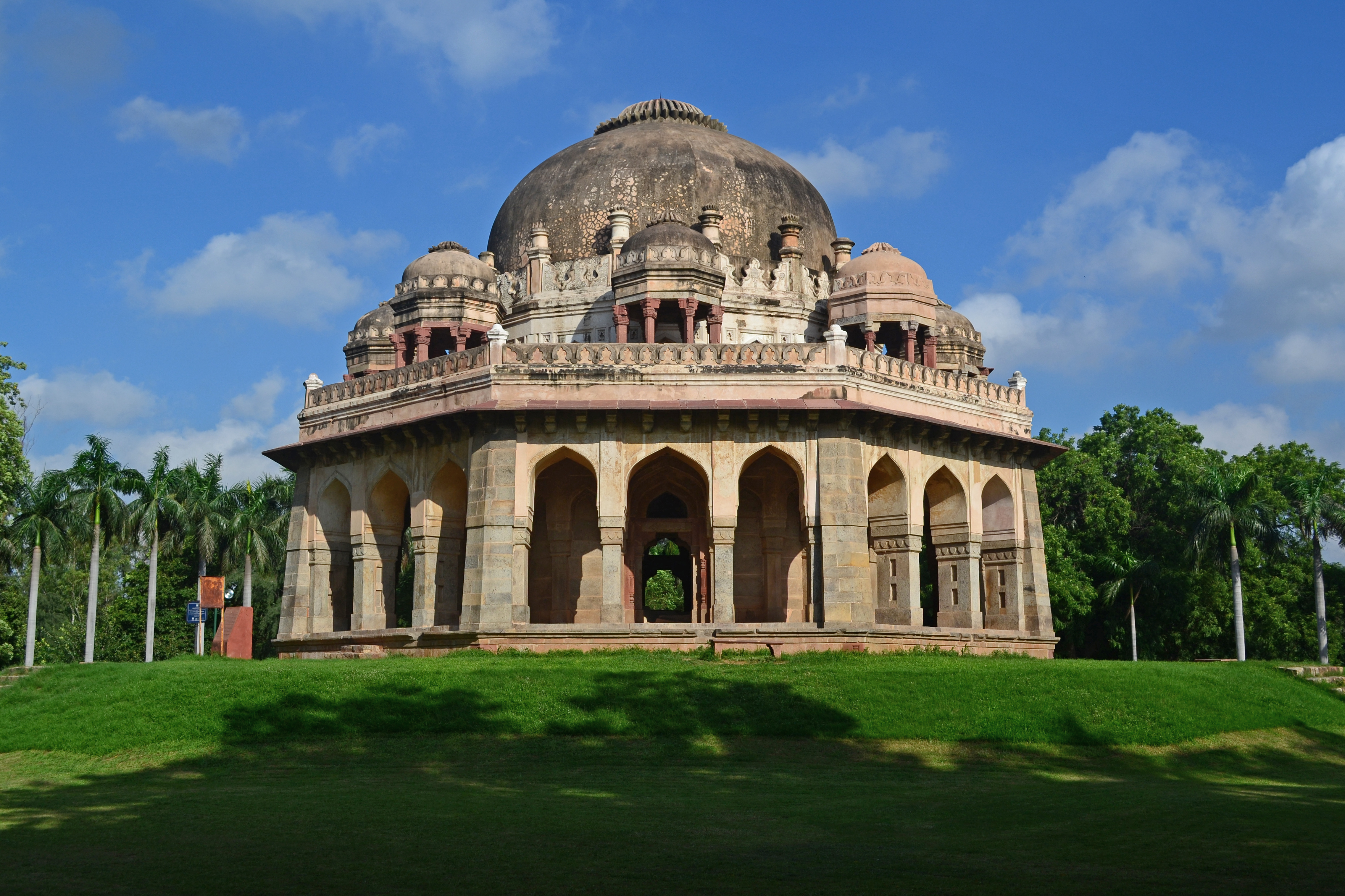
Die Chhatris auf dem Mausoleum Mohammed Shahs IV. in Delhi gehören zu den frühesten ihrer Art in Indien (um 1445).

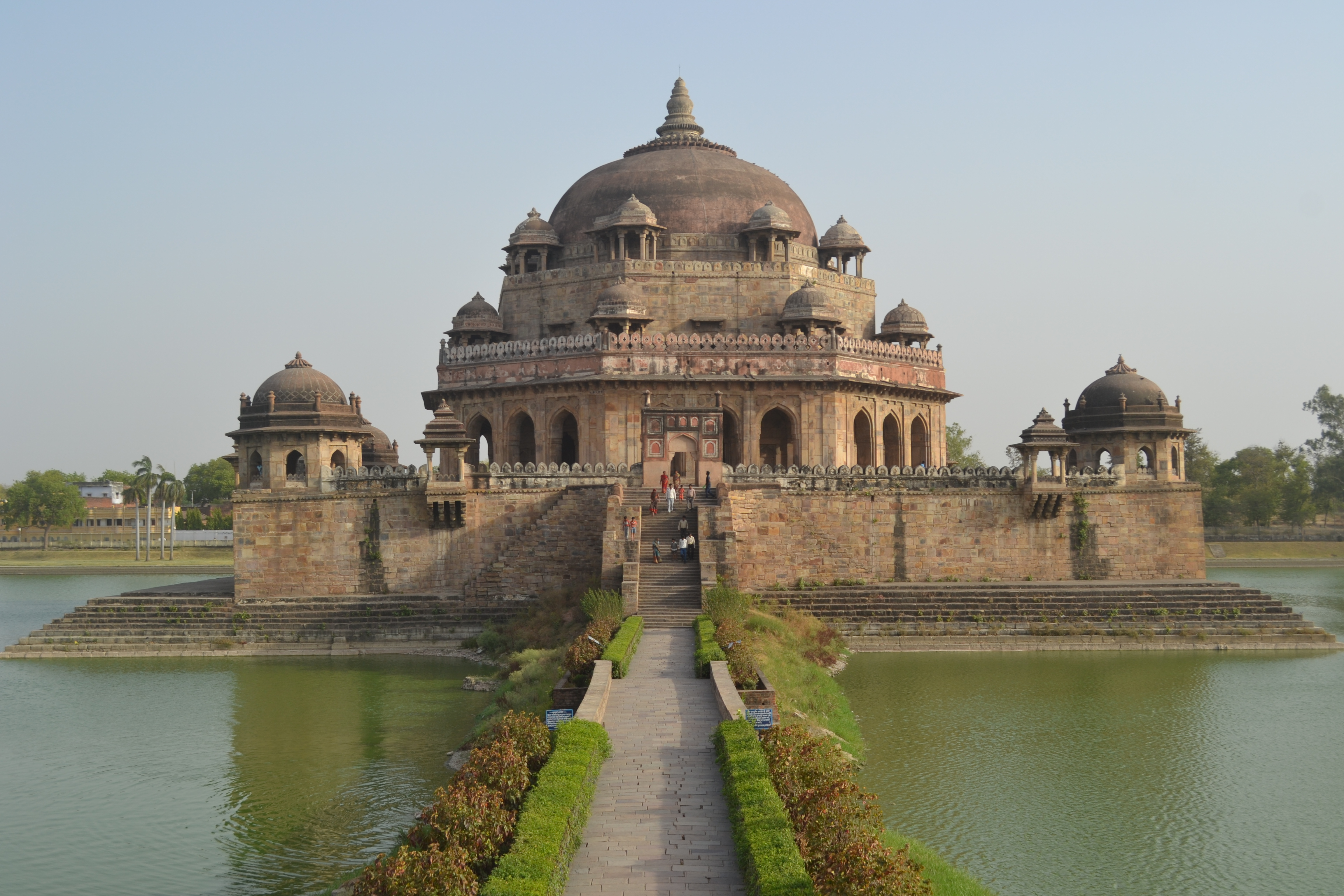
Grabmal Sher Shah Suris, Bihar (um 1540)

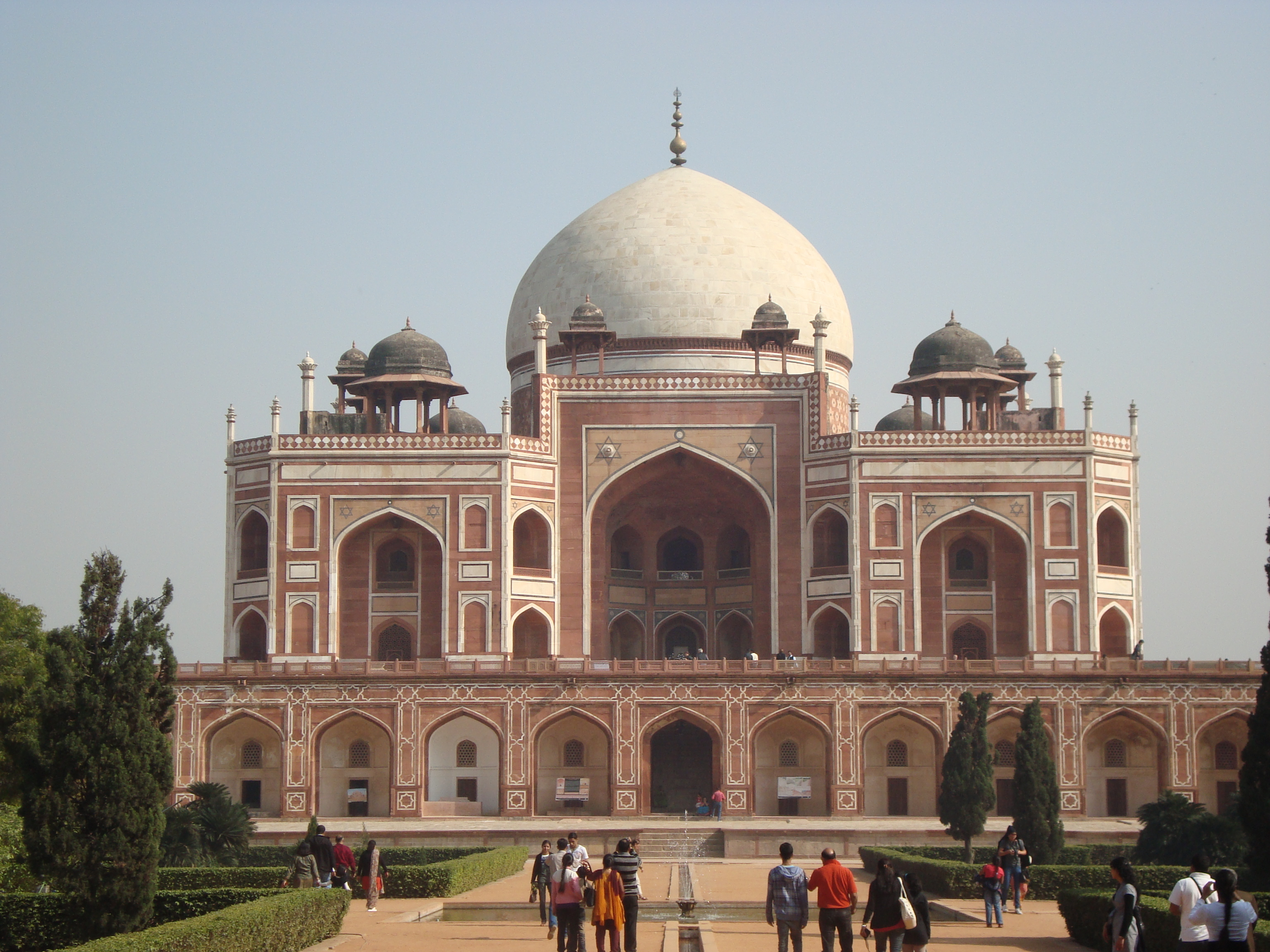
Humayun-Mausoleum, Delhi (um 1570)

Ein Chhatri (von Sanskrit chhattra = „Schirm“; in Gujarat auch Chhatedi) ist ein charakteristisches Bauelement der indischen Architektur, besonders der des Mogulstils und der hiervon beeinflussten hinduistischen Architektur im Nordwesten Indiens.

## Beschreibung
Chhatris sind kleine, seitlich offene Pavillons mit einer von vier oder mehr Säulen getragenen Kuppel und meist quadratischer, runder oder oktogonaler Grundfläche, die entweder auf einem Sockelunterbau stehen oder als Zierpavillons die Dächer von Profan-, Memorial- oder Sakralbauten krönen. Im weiteren Sinne werden auch manche aus mehreren Kuppeln bestehende, größere Mausoleen als Chhatris bezeichnet. 
Chhatris wurden seit dem ausgehenden Mittelalter häufig als Kenotaph (Leergrab, Ehrengrab) an der Stelle der Feuerbestattung wohlhabender oder bedeutender Hindu-Persönlichkeiten errichtet, wo sie – entweder alleine stehend oder in Gruppen – als einfache Einkuppel-Pavillons zuweilen auch als komplexere Bauwerke mit mehreren Kuppeln errichtet wurden.

## Verbreitung
Die frühesten echten Chhatris finden sich ab der Mitte des 15. Jahrhunderts auf Grab- und Palastbauten der islamischen Herrscher Nordindiens; von dort gelangten sie in die Palast- und Memorialarchitektur der Rajputen in Rajasthan, dem früheren Rajputana. Mausoleen oder Memorial-Chhatris finden sich meist in der Umgebung städtischer Machtzentren (z. B. Delhi, Agra, Gwalior, Orchha, Udaipur, Jaipur, Bikaner, Jaisalmer etc.) oder an heiligen Stätten wie Vrindavan, Varanasi u. a.; in ländlichen Regionen sind derartige Bauten äußerst selten. In Südindien sind Chhatris nur selten zu finden und erscheinen nur auf Bauten des 19. und frühen 20. Jahrhunderts (z. B. auf dem Palast in Mysuru).
Interessant ist die Tatsache, dass Chhatris zwar regelmäßig auf Mausoleen, Palästen, Torbauten, Trommelhäusern (naqqarkhanas) etc. erscheinen, jedoch nur selten auf Moscheen – Ausnahmen sind allerdings die Freitagsmoscheen von Fatehpur Sikri und Agra, wo sie ungewöhnlich zahlreich sind.

## Geschichte

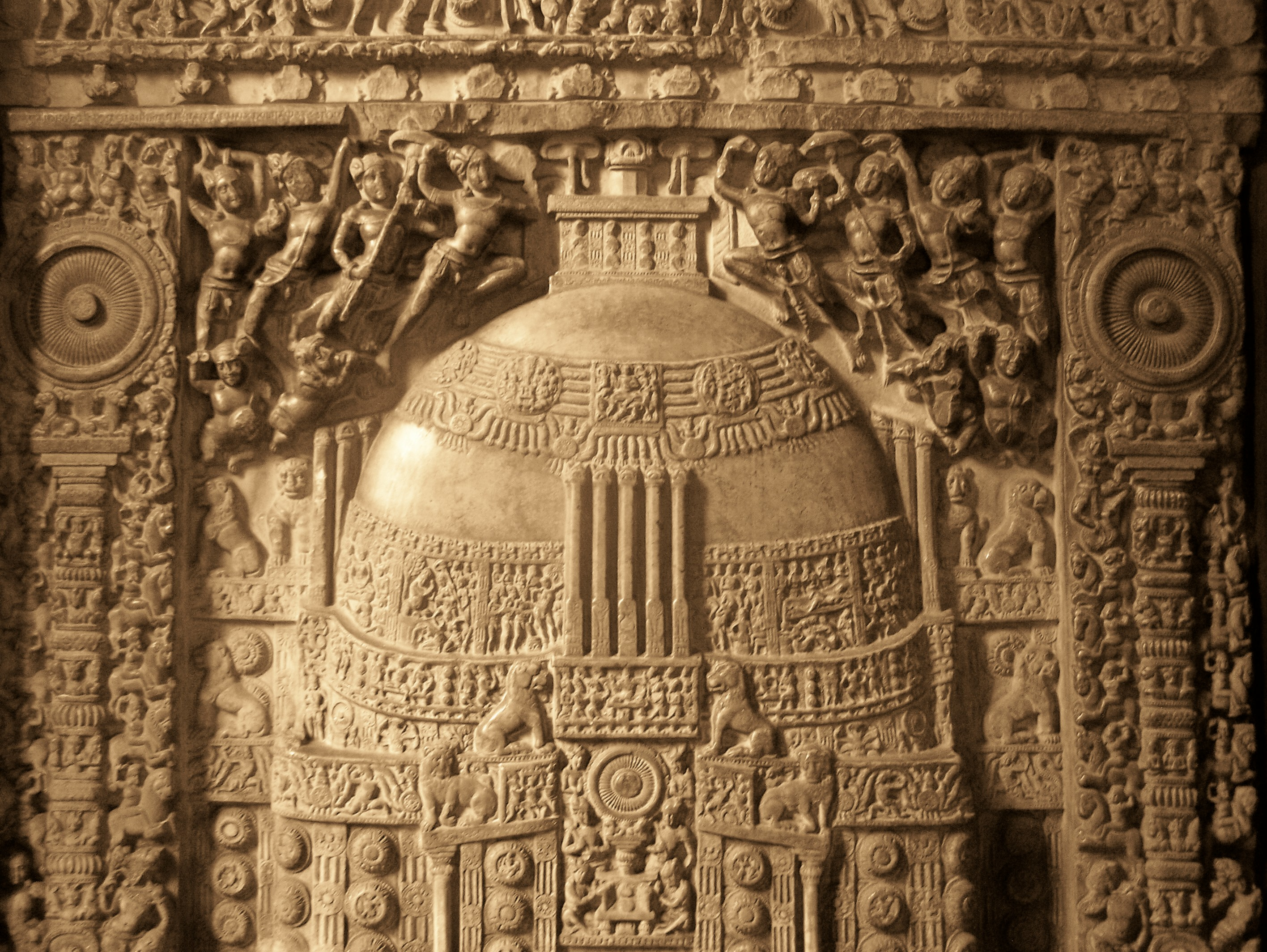
Stupa-Relief mit Schirmen und Schirmträgern

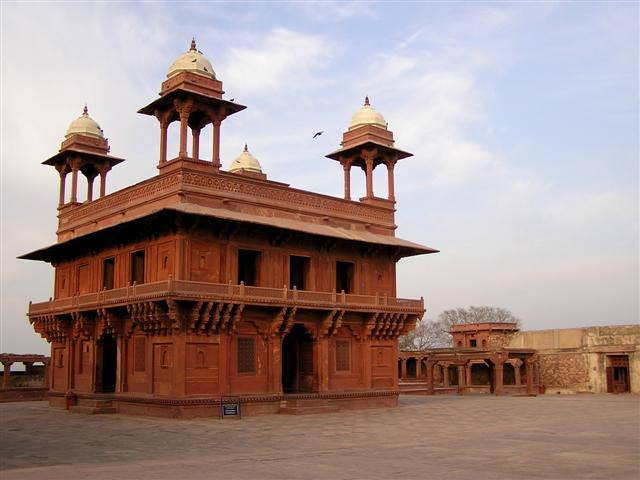
Diwan-i-Khas in Fatehpur Sikri, Rajasthan (um 1580)

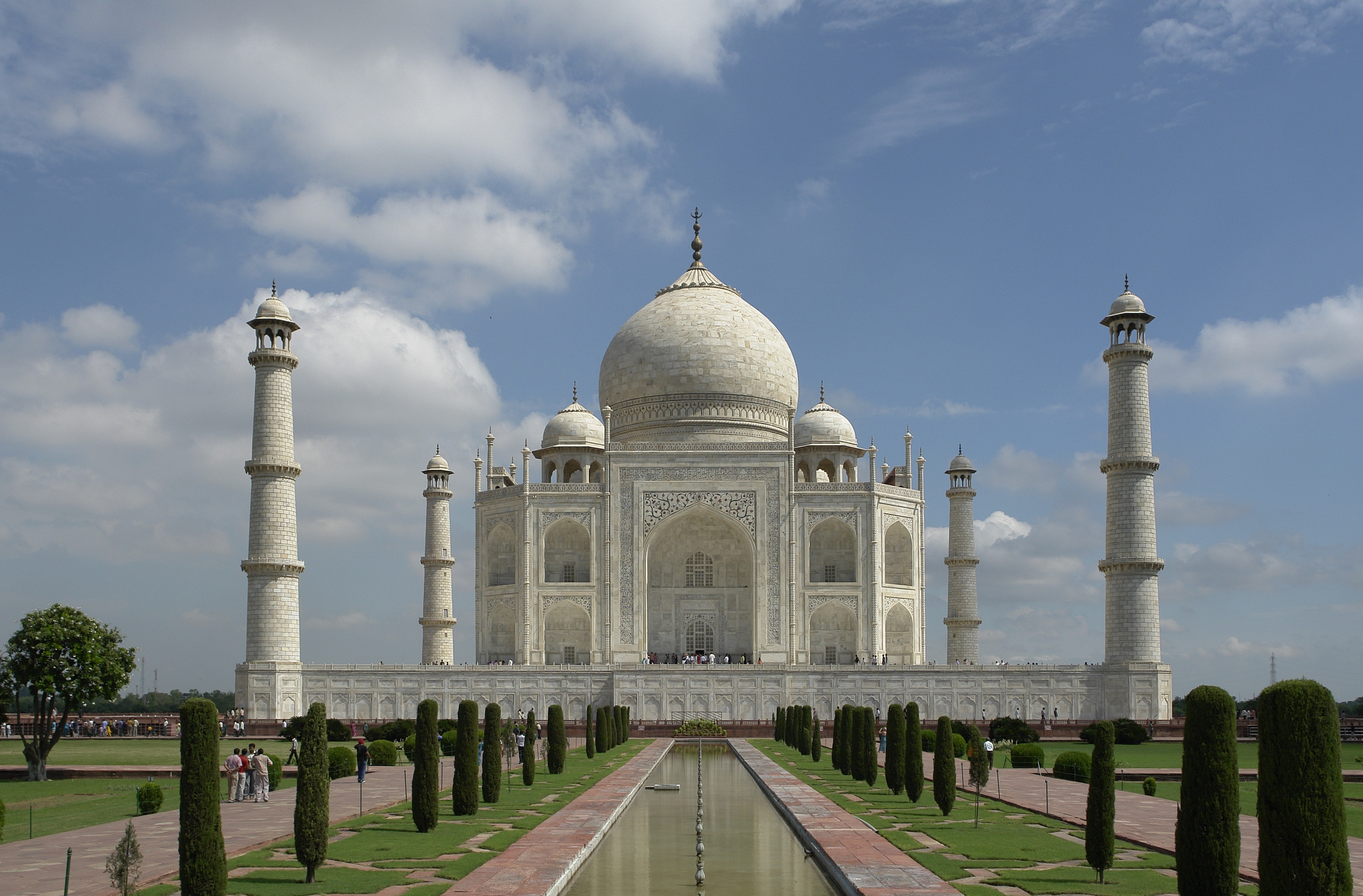
Taj Mahal und seine vier Minarette, Agra, Uttar Pradesh (um 1650)

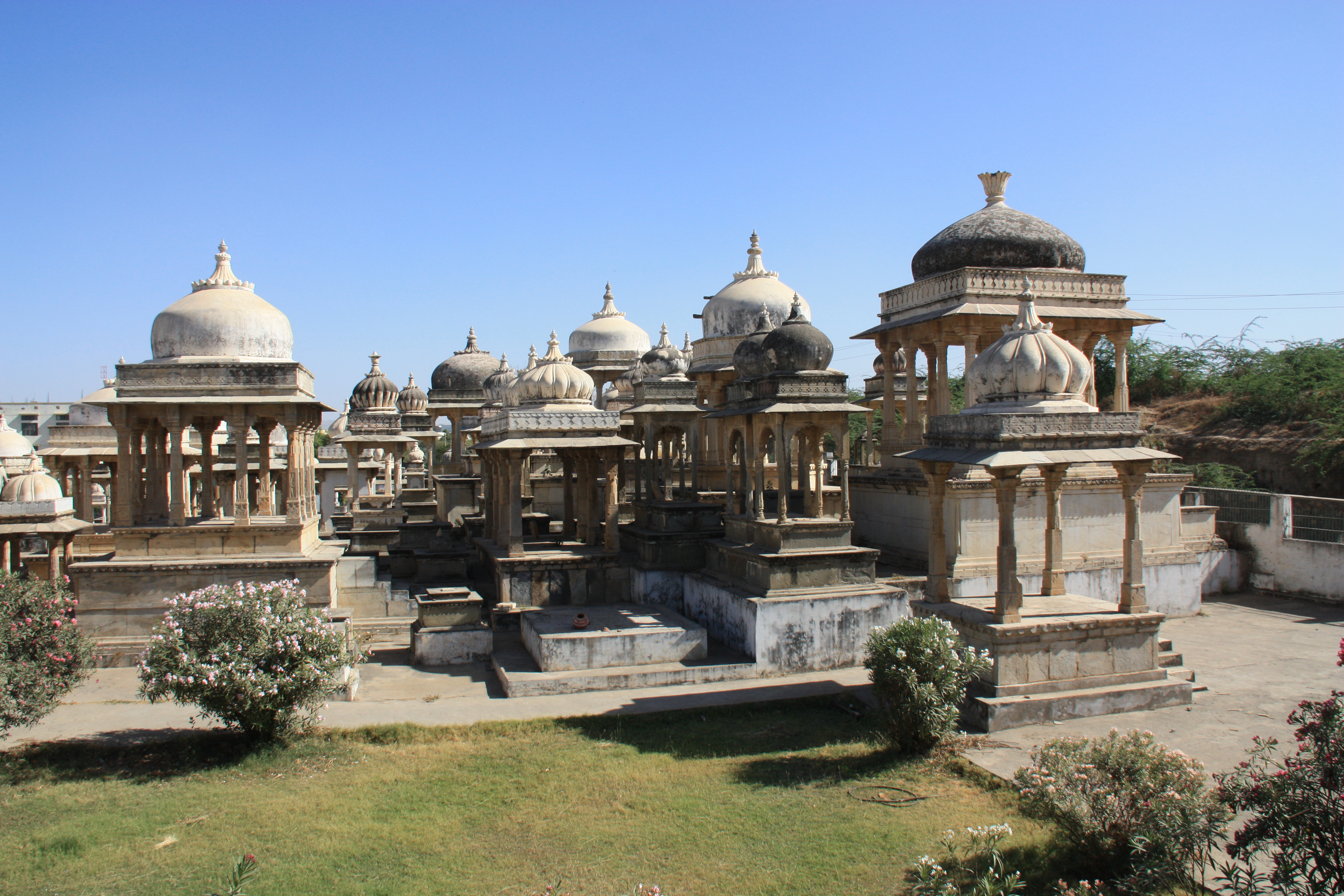
Chhatris als Kenotaphe der Maharanas von Udaipur, Rajasthan (17.–20. Jh.)

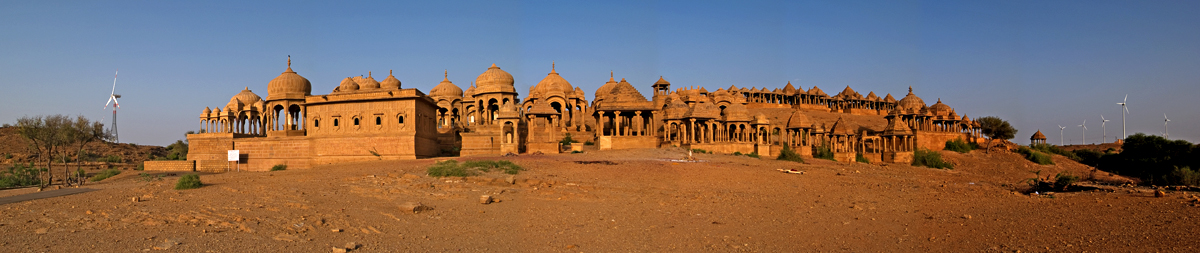
Chhatris als Kenotaphe, Jaisalmer, Rajasthan (17.–20. Jh.)

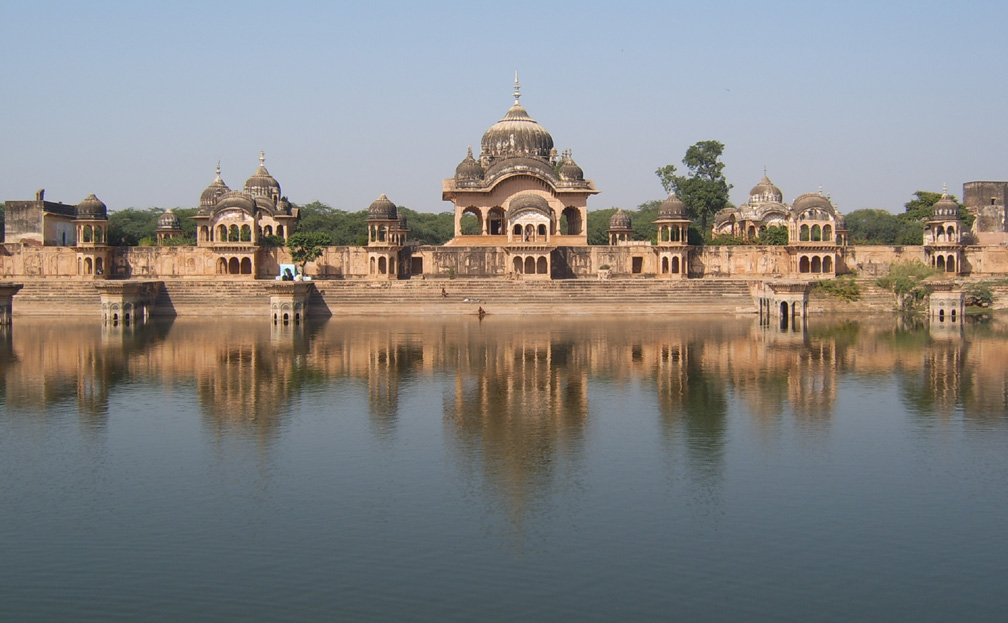
Chhatris im Distrikt Mathura, Uttar Pradesh (18./19. Jh.)

Chhatris lassen sich etymologisch auf die als Chattra (pl. Chattravali) bezeichnete schirmartige Bekrönung eines buddhistischen Stupa der klassischen Zeit zurückführen; auch hinter stehenden Buddha-Statuen des 5./6. Jahrhunderts standen manchmal derartige Ehrenschirme (einige sind im Museum von Sarnath zu sehen) – derartige Schirme hatten allesamt eine hoheitlich-repräsentative Bedeutung und gehörten wahrscheinlich schon zum Hofzeremoniell vorbuddhistischer Herrscher.
Chhatris erscheinen nicht in den ältesten (erhaltenen) freistehenden hinduistischen Tempeln des 5. und 6. Jahrhunderts (z. B. Gupta-Tempel oder Talagunda). Später tauchen ähnliche Formen in der hinduistischen Architektur erst wieder als sogenannte „Schirmkuppeln“ über Scheingebäuden im südindischen Dravida-Stil auf (z. B. in Mamallapuram oder in Kanchipuram); ansatzweise finden sie sich auch im Chalukya-Stil des 7./8. Jahrhunderts von Badami und Umgebung sowie in der Chola-Architektur. Ob und inwieweit diese frühen Bauten Auswirkungen auf die ca. 400 bis 800 Jahre späteren Chhatris der indo-islamischen Architektur und rajputischen Architektur Indiens hatten, ist unklar; mögliche Anregungen könnten auch die – allerdings immer nur einzeln und nicht in Gruppen auftauchenden – pavillonähnlichen Gebäudeaufsätze der Zeit um 1000 bis 1200 n. Chr. in der armenischen Architektur gewesen sein oder aber die persisch-osmanischen Kioske, von denen allerdings nur ebenerdige Exemplare bekannt sind.
Bei frühen Bauten der indo-islamischen Architektur treten Chhatris noch nicht in Erscheinung (siehe z. B. die Grabmäler von Ghiyas-ud-din Tughluq Shah I. (um 1325), von Firuz Schah Tughluq (um 1388) in Delhi oder von Hoshang Shah in Mandu (um 1435)); frühestes Beispiel ist das um 1445 fertiggestellte Mausoleum von Mohammed Schah IV. in Delhi, einem Herrscher aus der Sayyid-Dynastie. Ein weiterer bedeutender Bau mit Chhatris ist das Grabmal für Sher Khan Suri (um 1540) in Sasaram, Bihar. Von den Mogulherrschern wurden sie sofort adaptiert und erscheinen bereits am Gründungsbau der Mogul-Architektur, dem Humayun-Mausoleum in Delhi – wenige Jahrzehnte später dann auch auf verschiedenen Bauten in Fatehpur Sikri, am Itimad-ud-Daula-Mausoleum und am Taj Mahal in Agra sowie am Bibi-Ka-Maqbara-Mausoleum bei Aurangabad.
Von der repräsentativen Architektur der Moguln fanden Chhatris im 17. Jahrhundert ihren Weg in die Palast-Architektur der Rajputen und von dort in deren meist auf einem Sockelunterbau stehende Memorialbauten, die insgesamt als „Chhatris“ bezeichnet wurden. Einige dieser Chhatris haben bengalische Dächer, was dem Zeitgeschmack manchmal anscheinend besser entsprach.
Auch bei Bauwerken im indo-sarazenischen Stil der britischen Kolonialzeit wurden sie als repräsentative Zierelemente eingesetzt (z. B. am Victoria Memorial in Kalkutta, am Gateway of India in Bombay oder am Government Museum in Madras).

## Beispiele
- Fatehpur Sikri (Uttar Pradesh) (16. Jh.): Das Dach der privaten Audienzhalle (Diwan-i-Khas), ziert an jedem Eck ein quadratisches, viersäuliges Chhatri. An der Freitagsmoschee (Jama Masjid ) werden der Portalbau (Pishtaq) und die Konsoldächer der spitzbogigen Hofarkaden von Chhatris gekrönt.
- Jaipur (Rajasthan): Moosi Maharani ki Chhatri - Kenotaphe der Königinnen von Jaipur.
- Jodhpur (Rajasthan): Jaswant Thada (1899), Mausoleum zu Ehren des Maharaja Jaswant Singh II., aus weißem Marmor.
- Shekhawati-Region (Rajasthan): Zu den bekanntesten Beispielen gehören der schöne Chhatri des Ram Dutt Goenka (1888) in Dundlod, sowie die Chhatris in Bissau, Parsurampura, Kirori, Jhunjhunu, Ramgarh, Mukungarh, Churu, Mahansar, und Udaipurwati.
- Indore (Madhya Pradesh): Krishnapura Chhatri; Bolia Sarkars Chhatri (1858).
- Shivpuri (Madhya Pradesh): Die "Royal Chhatris", Kenotaphe der Scindia-Dynastie. Marmormausoleum des Madho Rao Scindia, mit prachtvollen Reliefarbeiten.

## Sonderform

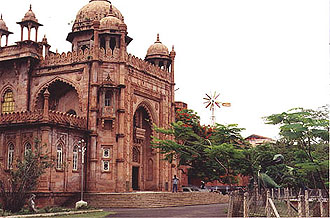
Chhatris am Government Museum (19. Jh.), Chennai, Tamil Nadu

Chhaparkat heißt eine seltene längliche Form des Chhatri, dessen gestreckte Kuppel von vier oder acht Pfeilern getragen wird; sie findet sich oft über einem Moscheeportal oder aber – wie beim Akbar-Mausoleum oder beim benachbarten Grabbau seiner Lieblingsfrau Mariam uz-Zamani – in der Mitte aller vier Seiten.
Ein kleiner turmartiger Dachaufbau, der in einer sich öffnenden Lotosknospe endet, heißt Guldasta.